# Kamil Majchrzak
Kamil Majchrzak (Piotrków Trybunalski, 13 gennaio 1996) è un tennista polacco.
In singolare ha perso una finale nel circuito maggiore, ha vinto diversi titoli nell'ATP Challenger Tour e il miglior ranking ATP è il 75º posto del febbraio 2022. Ha raggiunto il terzo turno agli US Open 2019 e nel 2015 ha debuttato nella squadra polacca di Coppa Davis. Tra gli juniores ha vinto in doppio una prova del Grande Slam agli US Open 2013 e ha raggiunto il 7º posto nel ranking mondiale di categoria.

## Carriera

### Tra gli juniores
Da juniores vince il torneo di doppio juniores agli US Open 2013 in coppia con Martin Redlicki e l'anno successivo conquista la medaglia d'oro in singolare alle Olimpiadi giovanili di Nanchino. Nell'agosto 2014 raggiunge il 7º posto nel ranking mondiale juniores.

### 2013-2016, inizi tra i professionisti, primi titoli ITF ed esordio in Coppa Davis
Fa le sue prime apparizioni tra i professionisti nel 2013 nei circuiti ITF e Challenger. Nel marzo 2014 alza il primo trofeo al torneo ITF Spain F4 dopo la vittoria in finale su Roberto Carballés Baena. Il primo titolo in doppio arriva nel gennaio 2015 all'ITF Egypt F2. A marzo fa il suo esordio nella squadra polacca di Coppa Davis con una sconfitta nell'ultimo singolare della sfida vinta 3-2 contro la Lituania, a risultato già acquisito dai polacchi. In ottobre disputa la prima finale Challenger al Mohammedia Open, in finale ritrova Carballés Baena e perde in due set.

### 2027-2019, esordio nel circuito maggiore, terzo turno agli US Open, primi titoli Challenger e 83º nel ranking
Nel giugno 2017 supera le qualificazioni all'ATP 250 di Adalia e, alla sua prima apparizione nel circuito maggiore, esce di scena al primo turno. Nel 2019 entra per la prima volta nel tabellone in una prova del Grande Slam agli Australian Open e viene eliminato al primo turno. Dopo aver perso altre due finali nei Challenger, a marzo vince il primo torneo di categoria al Saint-Brieuc Challenger superando in finale Maxime Janvier per 6-3, 7-6. Si ripete a maggio vincendo l'Ostrava Open Challenger, nella cui finale concede un solo gioco a Jannik Sinner. A luglio entra per la prima volta nella top 100, vince il primo incontro in uno Slam agli US Open 2019 e si spinge fino al terzo turno, risultato con cui si porta all'83ª posizione mondiale.

### 2020-2021, un titolo Challenger e prima volta nei quarti di un torneo ATP, primo Challenger in doppio
Nel stagione 2020, interrotta quasi 6 mesi per la pandemia di COVID=19, si mantiene a cavallo della 100ª posizione e l'unico risultato di rilievo è il titolo vinto in singolare al Challenger Czech Open di Prostějov. A fine stagione vince in coppia con Marc-Andrea Hüsler ad Amburgo il primo torneo Challenger di doppio in carriera. Nei primi mesi del 2021 scende in classifica e risale con il secondo turno raggiunto al Roland Garros e con alcuni buoni risultati nei Challenger. A luglio fa il suo debutto olimpico ai Giochi di Tokyo e viene eliminato al primo turno in singolare. A settembre raggiunge per la prima volta i quarti di finale in un torneo ATP al Sofia Open.

### 2022-2023, prima semifinale ATP, un titolo Challenger, 75º nel ranking e squalifica
Nel gennaio 2022 vince i tre singolari disputati nell'ATP Cup e a febbraio consegue il miglior risultato da inizio carriera nel circuito ATP raggiungendo la semifinale al Maharashtra Open, persa contro Emil Ruusuvuori. Il mese successivo porta il miglior ranking alla 75ª posizione mondiale. A ottobre torna a vincere un torneo in singolare dopo due anni al Busan Open Challenger. Nel corso della stagione risulta positivo a quattro controlli antidoping, a dicembre viene sospeso e in seguito squalificato per quattro anni. Nel giugno 2023 viene accolto un suo ricorso, la pena viene ridotta a 13 mesi e gli viene concesso di tornare a giocare all'inizio del 2024. A ottobre 2023 esce dal ranking.

### 2024, tre titoli Challenger e risalita
Rientra nel circuito ITF a gennaio 2024 e subito vince il torneo M15 Monastir. Torna a giocare in Coppa Davis e continua la risalita vincendo nel corso della stagione altri tornei ITF e tre titoli Challenger, tra i quali i Challenger 100 di Bratislava e Villena. Chiude la stagione a ridosso della top 100.

### 2025, quarto turno a Wimbledon, una semifinale ATP, due titoli Challenger
Torna a giocare in un tabellone del Grande Slam agli Australian Open 2025 ed esce al primo turno. Dopo alcuni vani tentativi, ad aprile supera le qualificazioni in un torneo ATP a Marrakesh e si spinge fino alla semifinale, persa in due set contro Tallon Griekspoor. Rientra nella top 100 vincendo il Challenger di Madrid con i successi sugli ex top 10 Pablo Carreño Busta nei quarti e Marin Čilić in finale. Raggiunge per la prima volta il quarto turno in una prova del Grande Slam a Wimbledon, elimina tra gli altri il nº 35 ATP Matteo Berrettini e viene sconfitto da Karen Khachanov. Raggiunge il secondo turno allo Swiss Open Gstaad e risale alla 78ª posizione. Vince il Challenger 75 del Kozerki Open superando in finale Dino Prižmić.

## Statistiche
Aggiornate al 10 agosto 2025.

### Tornei minori

#### Singolare

##### Vittorie (20)
| Legenda tornei minori |
| Challenger (9)        |
| ITF (11)              |

| N. | Data              | Torneo                                | Superficie  | Avversario in finale      | Punteggio     |
| 1. | 31 marzo 2019     | Saint-Brieuc Challenger, Saint-Brieuc | Cemento (i) | Maxime Janvier            | 6-3, 7-6(1)   |
| 2. | 5 maggio 2019     | Ostrava Open Challenger, Ostrava      | Terra rossa | Jannik Sinner             | 6-1, 6-0      |
| 3. | 12 settembre 2020 | Czech Open, Prostějov                 | Terra rossa | Pablo Andújar             | 6-2, 7-6(5)   |
| 4. | 23 ottobre 2022   | Busan Open Challenger, Busan          | Cemento     | Radu Albot                | 6-4, 3-6, 6-2 |
| 5. | 3 marzo 2024      | Rwanda Challenger, Kigali             | Terra rossa | Marco Trungelliti         | 6-4, 6-4      |
| 6. | 16 giugno 2024    | Bratislava Open, Bratislava           | Terra rossa | Henrique Rocha            | 6-0, 2-6, 6-3 |
| 7. | 6 ottobre 2024    | JC Ferrero Challenger Open, Villena   | Cemento     | Nicolas Moreno de Alboran | 6-4, 6-2      |
| 8. | 13 aprile 2025    | Open Comunidad de Madrid, Madrid      | Terra rossa | Marin Čilić               | 6-3, 4-6, 6-4 |
| 9. | 10 agosto 2025    | Kozerki Open, Grodzisk Mazowiecki     | Cemento     | Dino Prižmić              | 6-4, 6-3      |

##### Sconfitte in finale (11)
| Legenda tornei minori |
| Challenger (6)        |
| ITF (5)               |

| N. | Data              | Torneo                        | Superficie  | Avversario in finale    | Punteggio     |
| 1. | 10 ottobre 2015   | Mohammedia Open, Mohammedia   | Terra rossa | Roberto Carballés Baena | 6(4)-7, 2-6   |
| 2. | 14 ottobre 2017   | Tashkent Challenger, Tashkent | Cemento     | Guillermo García López  | 1-6, 6(1)-7   |
| 3. | 13 ottobre 2018   | Tashkent Challenger, Tashkent | Cemento     | Félix Auger-Aliassime   | 3-6, 2-6      |
| 4. | 20 giugno 2021    | Nottingham Trophy, Nottingham | Erba        | Alex Bolt               | 6-4, 4-6, 3-6 |
| 5. | 19 settembre 2021 | Szczecin Open, Stettino       | Terra rossa | Zdeněk Kolář            | 6(4)-7, 5-7   |
| 6. | 25 maggio 2024    | Macedonian Open, Skopje       | Terra rossa | Joel Josef Schwärzler   | 3-6, 3-6      |

#### Doppio

##### Vittorie (6)
| Legenda tornei minori |
| Challenger (1)        |
| Futures (5)           |

| N. | Data            | Torneo                             | Superficie  | Compagno           | Avversari in finale         | Punteggio         |
| 1. | 31 ottobre 2020 | Tennis Challenger Hamburg, Amburgo | Cemento (i) | Marc-Andrea Hüsler | Lloyd Glasspool Alex Lawson | 6-3, 1-6, [20-18] |

##### Sconfitte in finale (5)
| Legenda tornei minori |
| Challenger (3)        |
| Futures (2)           |

| N. | Data              | Torneo                        | Superficie   | Compagno          | Avversari in finale                 | Punteggio        |
| 1. | 12 settembre 2015 | Copa Sevilla, Siviglia        | Terra gialla | Marco Bortolotti  | Wesley Koolhof Matwé Middelkoop     | 6(5)-7, 4-6      |
| 2. | 26 settembre 2015 | ATP Challenger Trophy, Trnava | Terra rossa  | Stéphane Robert   | Wesley Koolhof Matwé Middelkoop     | 4-6, 2-6         |
| 3. | 16 luglio 2016    | Poznań Open, Poznań           | Terra rossa  | Mateusz Kowalczyk | Aleksandre Metreveli Peng Hsien-yin | 4-6, 6-3, [8-10] |

## Risultati in progressione
| Tornei Grande Slam |     |     |     |     |     |     |     |        |      |     |
| Australian Open    | Q1  | 1T  | A   | 1T  | 2T  | A   | A   | 0 / 3  | 1-3  | 25% |
| Roland Garros      | Q1  | Q1  | 1T  | 2T  | 1T  | A   | A   | 0 / 3  | 1-3  | 25% |
| Wimbledon          | Q2  | 1T  | ND  | Q3  | 1T  | A   | A   | 0 / 2  | 0-2  | 0%  |
| US Open            | Q2  | 3T  | 1T  | 1T  | 1T  | A   | Q3  | 0 / 4  | 2-4  | 33% |
| Vittorie-Sconfitte | 0-0 | 2-3 | 0-2 | 1-3 | 1-4 | 0-0 | 0-0 | 0 / 12 | 4-12 | 25% |